# Partido de Unidade Popular
O Partido de Unidade Popular (PUP), foi um partido político português, fundado em Dezembro de 1974. Era uma organização política de tendência maoista, que provinham da chamada Facção Mendes do PCP(m-l). Depois das eleições legislativas portuguesas de 1975 retoma a designação inicial de CM-LP. Em 1976, com o ORPC (M-L) e com a OCMLP funde-se no Partido Comunista (Reconstruído) e o partido extinguiu-se.
Nas únicas eleições que participou, as eleições para a Assembleia Constituinte (25 de Abril de 1975) obteve 13 138 votos, o que correspondeu a 0,23%.
Em 1997 foi decretada a sua dissolução pelo Tribunal Constitucional por ter cessado as suas atividades ainda na década de setenta
| 1975 | PUP | Assembleia Constituinte | 13 138 | 0,23% | 12.º | - |